# Carboxylsyre
Carboxylsyrer er sure organiske forbindelser med én eller flere carboxylsyre-grupper (normalt skrevet -COOH), som indgår i fedtsyre. Bemærk at kulstof-atomet er tetravalent, så det ene ilt-atom er forbundet til C-atomet med en dobbeltbinding. OH-gruppen er også direkte bundet til C-atomet med en enkeltbinding. Salte og anioner af carboxylsyrer kaldes generelt carboxylater.

## Syrestyrke, elektronfordeling og resonans
Carboxylsyrer RCOOH er en naturligt forekommende stoftype. De er typisk svage syrer med pKs på ca. 5, der i vandig opløsning er delvist dissocieret til H+-kationer og RCOO- anioner. Carboxylat-anionen R-COO- navngives normalt med endelsen -oat. Butansyres anion kaldes f.eks. butanoat. 
De to elektronegative O-atomer trækker elektronen væk fra H-atomet i OH-gruppen, og dermed kan protonen H+ lettere spaltes fra O-atomet. Den tilbageblevne negative ladning fordeles derefter symmetrisk mellem de to O-atomer, og de to C–O-bindinger antager delvist dobbeltbindingskarakter (man siger at ladningen er delokaliseret).
Denne resonansstabilisering skyldes altså bl.a. carbonyl-delen af carboxylsyren, og uden denne stabilisering, ville H+-ionen ikke nær så let fraspaltes, og dermed ville denne type stoffer være langt mindre sure (se f.eks. alkohol).
Tilstedeværelsen af elektronegative grupper (såsom -OH eller -Cl) ved siden af carboxylsyregruppen forøger syrestyrken. F.eks. er trichloreddikesyre (Cl3CCOOH, dvs. tre Cl-atomer) en stærkere syre end mælkesyre (én OH-gruppe) som igen er stærkere end eddikesyre (ingen anionstabiliserende grupper).

## Fremstilling
Carboxylsyrer kan fremstilles på mange forskellige måder:
- Fuldstændig oxidation af primære alkoholer eller aldehyder. Dette gøres f.eks. med Jones' reagens eller Tollens' reagens.
- Oxidation af alkener med kaliumpermanganat (KMnO4).
- Oxidation af alkylbenzener med kaliumpermanganat, hvilket giver benzoesyrer.
- Sur eller basisk hydrolyse af nitriler.
- Hydrolyse af amider og estere.
- Carboxylering af Grignardreagenser med kuldioxid.
- Disproportionering af et aldehyd (Cannizzaro-reaktionen).
- Mindre anvendte metoder til dannelsen af benzoesyrer er von Richter-reaktionen fra nitrobenzener og Kolbe-Schmitt-reaktionen fra phenoler.

## Reaktioner
- Carboxylsyrer reagerer med baser og danner derved carboxylat-salte, hvor H-atomet i OH-gruppen er erstattet af en metalion. F.eks. reagerer eddikesyre med natriumbicarbonat under dannelse af natriumacetat, kuldioxid og vand: CH3COOH + NaHCO3 → CH3COONa + CO2 + H2O
- Carboxylsyregruppen kan også reagere med en primær eller sekundær amin, hvorved der dannes et amid, eller med en alkohol, hvorved der dannes en ester (Fischer-esterificering eller Mitsunobu-reaktion).
- Carboxylsyrer reagerer med thionylchlorid (SOCl2) under dannelse af syrechlorider. Disse er ekstremt reaktive og meget anvendelige til syntese af andre organiske forbindelser (især til acylering).
- Carboxylsyrer RCOOH kan reduceres til primære alkoholer RCH2OH med lithiumaluminiumhydrid (LiAlH4) eller boran (BH3).
- Ved Arndt-Eistert-syntesen indsættes en α-methylengruppe i carboxylsyren, der dermed forlænges med en CH2-gruppe.
- Ved en Curtius-omlejring omdannes carboxylsyrer til isocyanater.
- Carboxylsyrer kan decarboxyleres i en Hunsdiecker-reaktion og α-bromineres ved en Hell-Volhard-Zelinsky-halogenering.

## Oversigt med eksempler
Repræsentative eksempler på carboxylsyrer:
- Myresyre – HCOOH, findes bl.a. i insektbid (navnet formiat om salte og estere af syren henviser til det latinske ord for myre, formica.)
- Eddikesyre – CH3COOH, en vigtig bestanddel af eddike
- Propionsyre – CH3CH2COOH
- Acrylsyre – CH2=CHCOOH, meget anvendt i syntese af polymerer
- Mælkesyre – forekommer i sur mælk og dannes under den anaerobe forbrænding
- Sialinsyre - forekommer på glycoproteiner
- MCPA eller 2-methyl-4-chlorophenoxy eddikesyre - et ukrudtsmiddel
- Acetoeddikesyre
- EDTA eller etylen-diamin-tetra-eddikesyre

- Aminosyrer – proteinernes byggesten

- Fedtsyrer – hvor R er en alkan i mættede fedtsyrer og en alken i umættede fedtsyrer
  - Smørsyre – findes i harsk smør
  - Laurinacid – findes i kokosolie

- Aromatiske carboxylsyrer
  - Benzoesyre – C6H5COOH. Natriumbenzoat, natriumsaltet af benzoesyre, anvendes som konserveringsmiddel i fødevarer
  - Para-hydroxybenzoesyre - er som ester "paraben" meget anvendt som konserveringsmiddel i kosmetik
  - Salicylsyre – findes i mange hudplejeprodukter og som acetylsalicylsyre et udbredt smertestillende middel
  - Indol-3-eddikesyre -et plantehormon

- Disyrer
  - Oxalsyre – findes i mange fødevarer, bl.a. rabarber
  - Malonsyre
  - Æblesyre – findes bl.a. i æbler
  - Ravsyre, fumarsyre – indgår i citronsyrecyklen
  - Vinsyre
  - Glutarsyre, adipinsyre

- Trisyrer
  - Citronsyre, (HOOCCH2)2C(OH)(COOH)

- Mere komplicerede carboxylsyrer
  - Gibberellin
  - Garvesyre eller tannin
  - Cholsyre

## Systematik af monovalente carboxylsyrer
Ligekædede, mættede carboxylsyrer
Ligekædede mættede monovalente carboxylsyrer har den generelle formel CH3(CH2)n-2COOH, hvor n er det samlede antal af C-atomer i kæden.
| n  | Molekylformel  | Trivialnavn    | Systematisk navn |
| 1  | HCOOH          | Myresyre       | Methansyre       |
| 2  | CH3COOH        | Eddikesyre     | Ethansyre        |
| 3  | CH3CH2COOH     | Propionsyre    | Propansyre       |
| 4  | CH3(CH2)2COOH  | Smørsyre       | Butansyre        |
| 5  | CH3(CH2)3COOH  | Valerianesyre  | Pentansyre       |
| 6  | CH3(CH2)4COOH  | Capronsyre     | Hexansyre        |
| 7  | CH3(CH2)5COOH  | Ønanthsyre     | Heptansyre       |
| 8  | CH3(CH2)6COOH  | Caprylsyre     | Octansyre        |
| 9  | CH3(CH2)7COOH  | Pelargonsyre   | Nonansyre        |
| 10 | CH3(CH2)8COOH  | Caprinsyre     | Decansyre        |
| 12 | CH3(CH2)10COOH | Laurinsyre     | Dodecansyre      |
| 14 | CH3(CH2)12COOH | Myristinsyre   | Tetradecansyre   |
| 16 | CH3(CH2)14COOH | Palmitinsyre   | Hexadecansyre    |
| 17 | CH3(CH2)15COOH | Magarinsyre    | Heptadecansyre   |
| 18 | CH3(CH2)16COOH | Stearinsyre    | Octadecansyre    |
| 20 | CH3(CH2)18COOH | Arachinsyre    | Icosansyre       |
| 22 | CH3(CH2)20COOH | Behensyre      | Docosansyre      |
| 24 | CH3(CH2)22COOH | Lignocerinsyre | Tetracosansyre   |
| 26 | CH3(CH2)24COOH | Cerotinsyre    | Hexacosansyre    |

## Systematik af de divalente carboxylsyrer (disyrer)
Ligekædede, mættede disyrer
Ligekædede, mættede divalente carboxylsyrer har den generelle formel HOOC(CH2)n-2COOH, hvor n er det samlede antal af C-atomer i kæden.
| n  | Molekylformel  | Trivialnavn                  | Systematisk navn |
| 2  | HOOCCOOH       | Oxalsyre                     | Ethandisyre      |
| 3  | HOOCCH2COOH    | Malonsyre                    | Propandisyre     |
| 4  | HOOC(CH2)2COOH | Ravsyre                      | Butandisyre      |
| 5  | HOOC(CH2)3COOH | Glutarsyre                   | Pentandisyre     |
| 6  | HOOC(CH2)4COOH | Adipinsyre                   | Hexandisyre      |
| 7  | HOOC(CH2)5COOH | Pimelinsyre                  | Heptandisyre     |
| 8  | HOOC(CH2)6COOH | Korksyre (eller suberinsyre) | Octandisyre      |
| 9  | HOOC(CH2)7COOH | Axelainsyre                  | Nonandisyre      |
| 10 | HOOC(CH2)8COOH | Sebacinsyre                  | Decandisyre      |